# Fight (album de Doro)
Pour les articles homonymes, voir Fight.
Albums de Doro
Calling The Wild
(2000) Warrior Soul
(2006)
Fight est le 8e album studio de Doro sorti le 19 août 2002.

## Titres
1. Fight - 4:10 - (Pesch, Taylor, Douglas, Dee)
2. Always Live to Win - 3:02 - (Pesch, Lietz)
3. Descent - 4:02 - (Pesch, Taylor)
4. Salvaje - 2:48 - (Pesch, Beauvoir, Puri)
5. Undying - 4:08 - (Pesch, Scruggs)
6. Legends Never Die - 5:20 - (Simmons)
7. Rock Before We Bleed - 4:21 - (Pesch, Lietz)
8. Sister Darkness - 4:46 - (Pesch, Beauvoir, Dee, Douglas)
9. Wild Heart - 4:32 - (Pesch, Ballard, Winter)
10. Fight by Your Side - 3:49 - (Pesch, Scruggs)
11. Chained - 4:18 - (Pesch, Scruggs)
12. Hoffnung (Hope) - 4:38 - (Pesch, Bruhn, Jäger)

### Titre Bonus
1. Song For Me (Bonus) - 4:33 -

## Line-Up
- Doro Pesch: Chants
- Joe Taylor : Guitare
- Oliver Palotai: Guitare / Claviers
- Chris Lietz: Guitare & Claviers
- Nick Douglas: Basse / Claviers
- Johnny Dee: Batterie